# Trolejbusová doprava v Třebíči

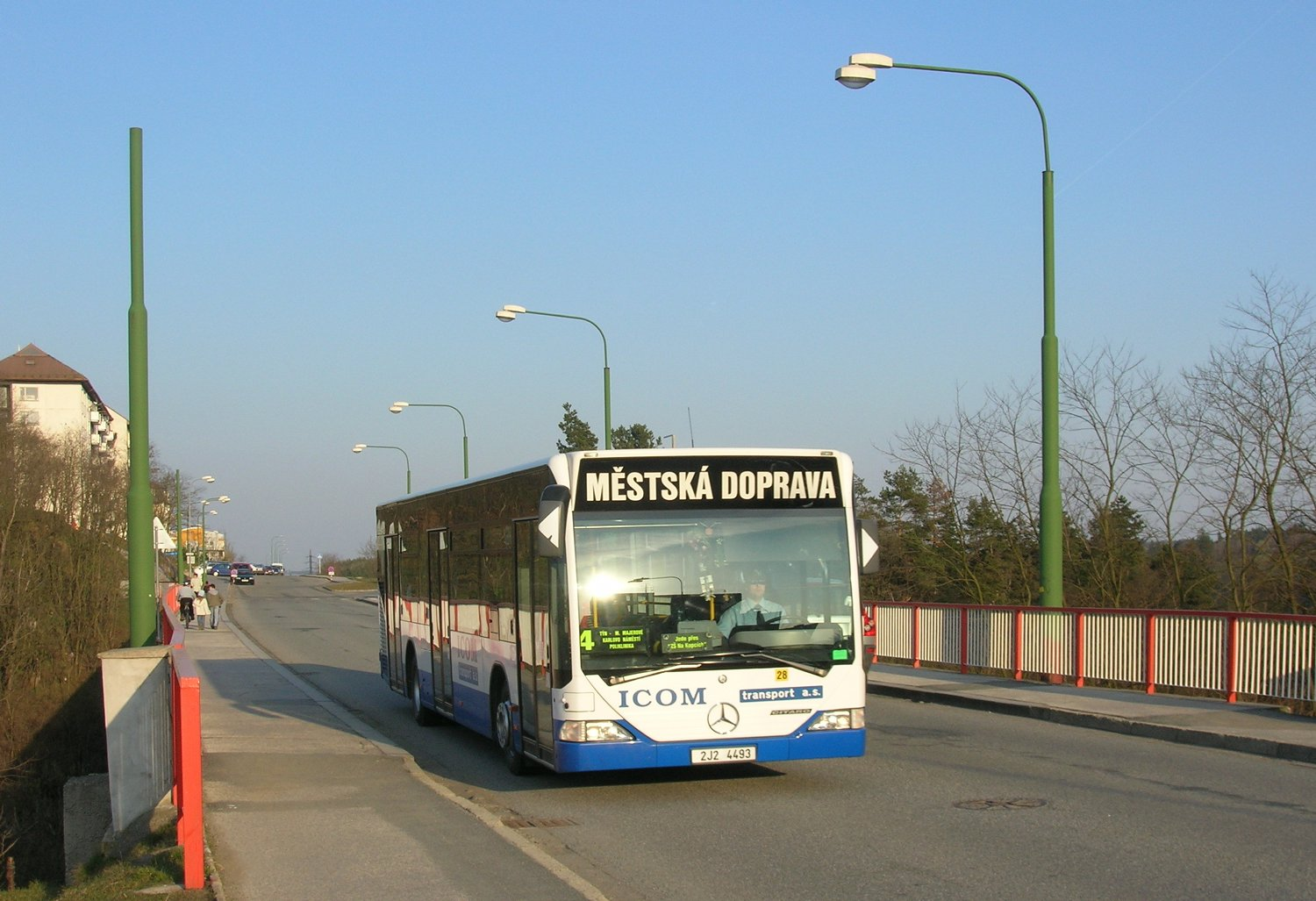
Třebíč-Nové Město. Most v Modřínové ulici (1988) se sloupy trolejového vedení pro zamýšlený trolejbusový provoz.

Trolejbusová doprava je v Třebíči jediný způsob městské dopravy, který byl detailně naplánován, avšak nebyl realizován. Nápad na vytvoření trolejbusového provozu v Třebíči vznikl v polovině 80. let 20. století. Původně se počítalo s jeho realizací v letech 2000 až 2010. Nikdy však nebyl realizován.

## Historie

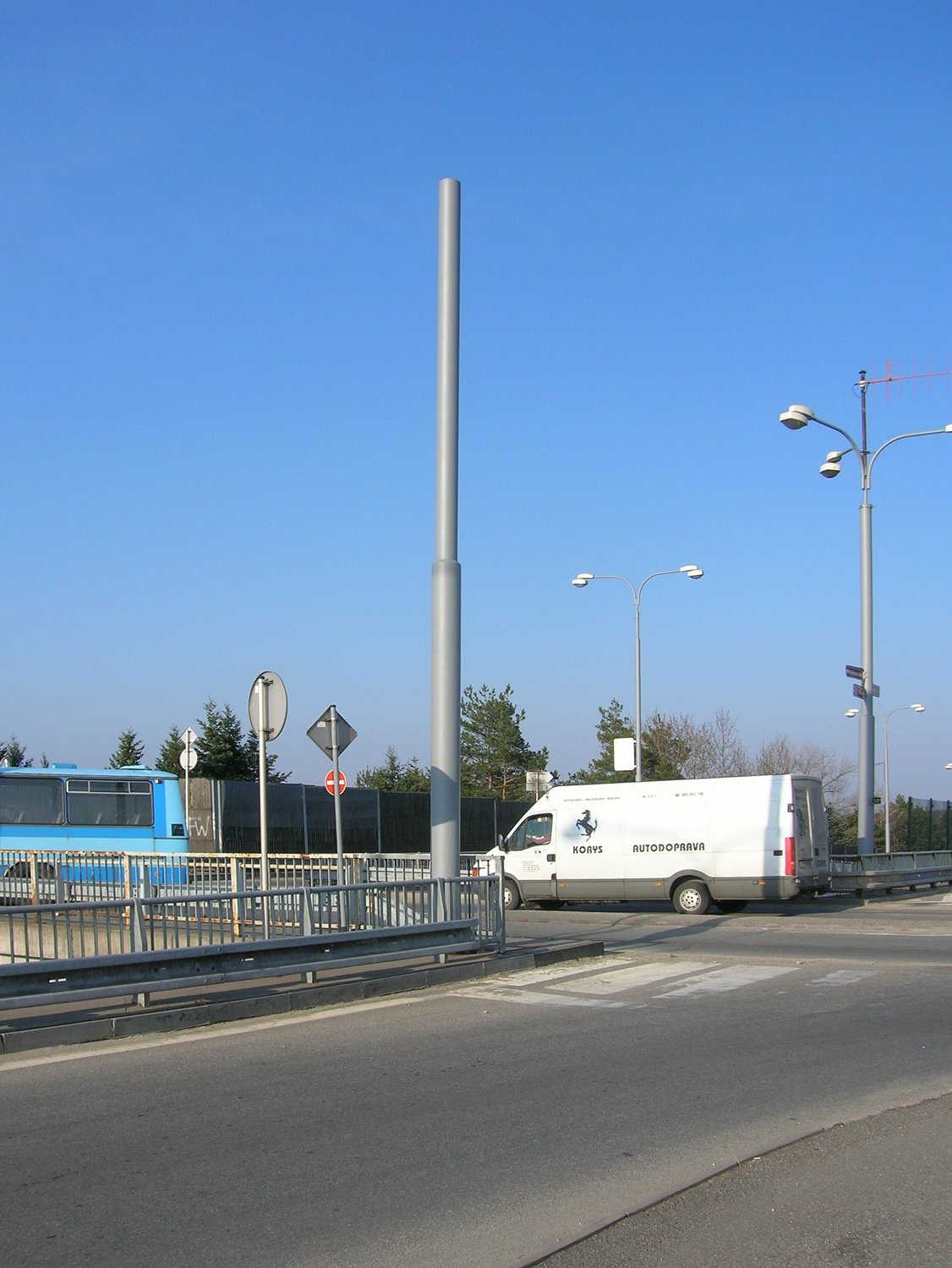
Třebíč-Jejkov. Křižovatka Purkyňova náměstí a ulic Sportovní a Hrotovické.

V polovině osmdesátých let 20. století se začalo plánovat zavedení trolejbusové dopravy v Třebíči. Ta měla zaručit lepší dostupnost nově vzniklých sídlišť i ulehčit práci autobusům, které neměly dostatečně silné motory na to, aby vyjely velká stoupání v Třebíči. Pro trolejbusy, vybavené silnými elektromotory, to totiž nebyl problém. Jejich další výhodou byla tichost jejich provozu a také ekologičnost, kterou město znečištěné automobily projíždějícími po průtahu přímo v centru města potřebovalo a kterou potřebuje dodnes. V roce 1986 byla SUDOPem Brno vypracována první studie s názvem: Studie technického a technologického řešení trolejbusové dopravy ve městě Třebíči.
Po změně režimu se s plány pokračovalo a v roce 1991 vznikl nový projekt. Ten počítal s postupnou výstavbou ve dvou etapách do roku 2010. V první etapě měla být zbudována vozovna v Průmyslové čtvrti, nad spojkou Znojemská–Hrotovická, a základní linka Horka-Domky–Karlovo náměstí–Hájek. Ve druhé etapě měly být dokončeny zbylé linky, vyjma linku do Ptáčova a Poušova, jimž měla být ponechána nezávislá trakce. Tento plán vycházel ze sčítání frekvence cestujících: tehdejší linka č. 4 (poliklinika v Domcích–sídliště Hájek) přepravovala třetinu všech cestujících za den.
Celý záměr zavést trolejbusovou dopravu skončil ještě v první polovině 90. let. Konec projektu také podpořilo zadlužení města, související též s nezbytnou, ovšem nákladnou obnovou nově prohlášené památkové zóny Zámostí a její postupnou revitalizací (oprava kanalizace, kotelen a výstavba lávky přes řeku Jihlavu). Dnes se již na plány trolejbusové dopravy v Třebíči takřka zapomnělo a kvůli rozvinuté autobusové dopravě se s nimi již nepočítá. Z ekologického hlediska se počítá s nahrazením dieselových autobusů ekologickými vozy na zemní plyn (např. v Třebíči vyráběné autobusy TEDOM).

## Schéma

Záměr trolejbusové dopravy v Třebíči